# Ruwenzoribergens nationalpark
Ruwenzoribergens nationalpark ligger i västra Uganda. Parken är 996 km² stor och består av större delen av bergskedjan Ruwenzori (Rwenzori). Här finns flera utrotningshotade djur och en rik och ovanlig flora.
Inom nationalparken ligger Afrikas tredje högsta bergstopp, Mount Margherita, som når 5 109 (alternativt 5 119) m ö.h.